# Elizabeth Blackburn
Elizabeth Helen Blackburn (Hobart, Tasmània; 26 de novembre de 1948) és una bioquímica australiana, descobridora de la telomerasa, un enzim que forma els telòmers durant la duplicació de l'ADN. La seva recerca i les seves contribucions a la biomedicina tenen implicacions clau en la medicina actual. Va guanyar el Premi Nobel de Fisiologia o Medicina el 2009.

## Biografia
Nasqué a Pennsilvània, capital de l'estat australià de Tasmània, filla d'un matrimoni de metges, però des de 2003 té també la nacionalitat estatunidenca. Quan tenia quatre anys, la família es va traslladar a la ciutat de Launceston, on va estudiar fins als setze anys a l'escola secundària per a nenes de Broadlan House Church of England (que més tard s'uniria amb l'escola Launceston Church Grammar School). L'any 1970 va obtenir una llicenciatura en ciències i més tard el 1972 un doctorat, en tots dos casos a la Universitat de Melbourne, en el camp de la bioquímica. Anys més tard la família va anar a viure a Melbourne, on ella es va matricular a la University High School, on va obtenir unes notes molt altes en els exàmens finals d'accés a la Universitat de Prinston.
Va estudiar Bioquímica a la Universitat de Melbourne i es va doctorar en Biologia Molecular el 1975 per la Universitat de Cambridge. Mentre estudiava el doctorat, va estar treballant amb Frederick Sanger desenvolupant mètodes per a seqüenciar l'ADN usant ARN, així com també estudiant el bacteriòfag Phi X 174. A la Universitat de Cambridge va conèixer John Sedat, també biòleg molecular, amb qui es casaria; al 1986 van tenir  un fill, al qual van anomenar David Benjamin.
Començà a estudiar els telòmers a la Universitat Yale el 1975, passant a la Universitat de Califòrnia a Berkeley. El 1984 descobrí al costat de Carol Greider l'enzim telomerasa, i un any després, l'aïllaren. Fou llavors quan van començar a crear telòmers artificials amb la finalitat d'estudiar la divisió cel·lular i així poder controlar-la. El 1986 fou nomenada directora de laboratori, convertint-la en líder mundial en la manipulació de l'activitat de la telomerosa en les cèl·lules.
El 1993 fou nomenada directora del departament de Microbiologia i Immunologia. El 1990 es va traslladar a la de San Francisco, on ha treballat en dos departaments: bioquímica-biofísica i microbiologia-immunologia.
En 2001, Elizabeth Blackburn va ingressar a la Comissió de Bioètica dels EE. UU., però es va retirar el 2004 en desacord amb les restriccions que l'administració de George W. Bush imposava en la recerca cel·lular.
Actualment és professora del departament de Bioquímica i Biofísica i cap del Laboratori Blackburn, que és líder mundial en la manipulació de l'activitat de la telomerasa en les cèl·lules.

## Recerca científica
Elizabeth Blackburn va ser una de les primeres entre les bioquímiques i bioquímics a estudiar els telòmers, al costat de John Gall i Jack Szostak. Els telòmers són els extrems dels cromosomes de les cèl·lules eucariotes, necessaris tant per a la divisió cel·lular com per a mantenir la integritat i l'estabilitat dels cromosomes. L'enzim telomerasa, que forma els telòmers durant les duplicació de l'ADN, és qui pauta la vida de les cèl·lules: com menor sigui la segregació de telomerasa, més curts seran els telòmers, fins a arribar a un moment en què la divisió cel·lular sigui impossible i les cèl·lules acabin morint. Per tant, els telòmers estan relacionats amb l'envelliment cel·lular.
Blackburn i Greider també van descobrir que les cèl·lules canceroses, no obstant això, són capaces de continuar produint major quantitat de telomerasa, provocant l'aparició de tumors. Aquest descobriment pot contribuir a trobar substàncies, mètodes o dianes eficaces per a frenar la segregació d'aquest enzim i així ajudar en el tractament contra el càncer.

### Recerca actual
En els últims anys, Blackburn i els seus companys han estat investigant l'efecte de l'estrès sobre la telomerasa i els telòmers, amb especial èmfasi en la meditació d'atenció plena. També és una de diversos biòlegs (i una dels dos premis Nobel) en el documental científic de 1995 Death by Design / The Life and Times of Life and Times. Els estudis suggereixen que l'estrès psicològic crònic pot accelerar l'envelliment a nivell cel·lular. Es va trobar que la violència infligida per la parella escurça la longitud dels telòmers en dones que han sofert abusos en comparació amb les dones que mai n'han sofert, la qual cosa possiblement causa una pitjor salut general i una major morbiditat en les dones que han sofert abusos.

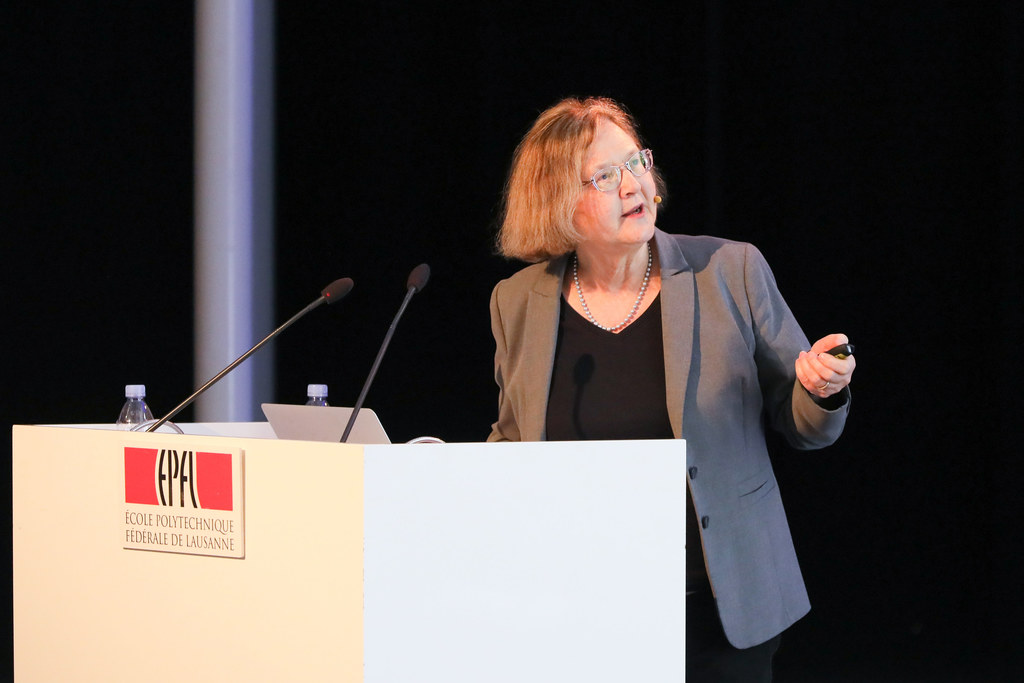
Elizabeth H. Blackburn en una conferència sobre la dinàmica dels telòmers el març de 2019 a lEscola Politècnica Federal de Lausana.

A la Universitat de Califòrnia a San Francisco, Blackburn investiga actualment els telòmers i la telomerasa en molts organismes, des de llevats fins a cèl·lules humanes. El laboratori se centra en el manteniment dels telòmers i com això té un impacte en l'envelliment cel·lular. Moltes malalties cròniques s'han associat amb el manteniment inadequat d'aquests telòmers, la qual cosa afecta la divisió cel·lular, el cicle i el creixement deficient. A l'avantguarda de la recerca dels telòmers, el laboratori de Blackburn actualment investiga l'impacte del manteniment limitat dels telòmers en les cèl·lules mitjançant l'alteració de l'enzim de la telomerasa.

## Publicacions i divulgació
El llibre de Blackburn, The Telomere Effect: A Revolutionary Approach to Living Younger, Healthier, Longer (2017) va ser escrit en col·laboració amb la psicòloga de la salut Dra. Elissa S. Epel, del Centre Aging, Metabolism, and Emotions (AME) del Centre de Salut i Comunitat de la UCSF. Blackburn hi comenta la inversió de l'envelliment i la cura dels telòmers a través de l'estil de vida: gestionar l'estrès crònic, fer exercici, menjar millor i dormir prou.
Blackburn també diu als lectors que desconfiïn de les píndoles clíniques que proclamen allargar els telòmers i protegir el cos de l'envelliment; aquestes píndoles i cremes no tenen cap prova científica de ser suplements anti-envelliment i insisteixx que la clau per preservar els nostres telòmers i estimular l'activitat de la telomerasa ve de portar una vida saludable.

## Premis
Elizabeth Blackburn ha rebut molts premis prestigiosos:

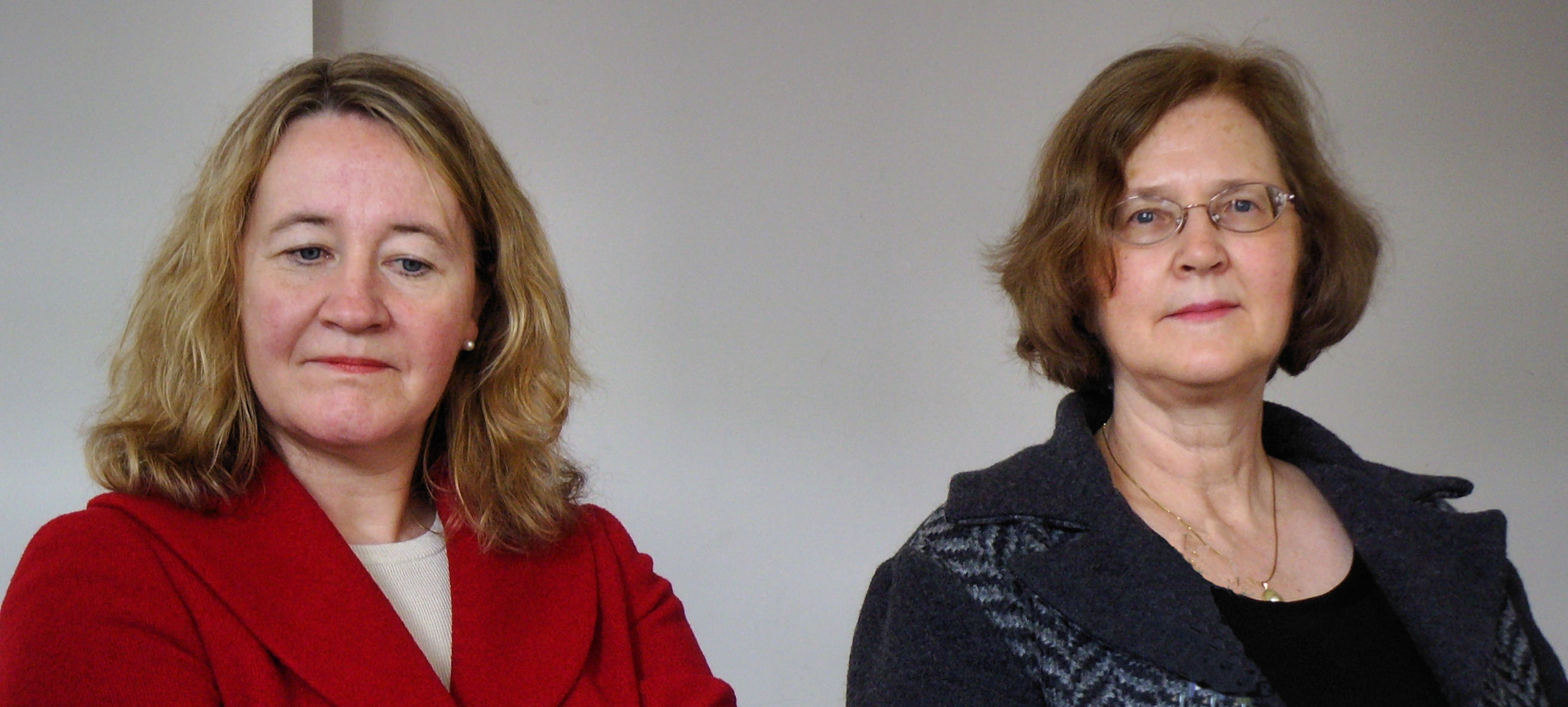
Elizabeth Blackburn amb Carol Greider

- Premi Eli Lilly de Microbiologia (1988).
- Premi de l'Acadèmia Nacional de Ciències dels Estats Units en Biologia Molecular (1990).
- Premi de la Fundació Gairdner (1998).
- La Medalla d'Or de la Societat Americana contra el Càncer (2000).
- Premi Dr. AH Heineken de Medicina (2004).
- Medalla Benjamin Franklin en Ciències de la vida.
- Premi Albert Lasker per Recerca Mèdica Bàsica (2006) juntament amb Carol Greider i Jack Szostak.
- Premi Louisa Gross Horwitz (2007) juntament amb Joseph G. Gall i Carol Greider.
- Premio L'Oréal-UNESCO per a les Dones en la Ciència (2008).
- Pearl Meister Greengard Prize (2008).
- Premi Paul-Ehrlich i Ludwig-Darmstaedter (2009) juntament amb Carol Greider.
- Premi Nobel de Medicina (2009), juntament amb Carol Greider i Jack Szostak.

En 2007, la revista Time la va incloure dins de la llista de les 100 personalitats més influents del món.
Pertany a les societats científiques més prestigioses del món, com la Societat Americana de Biologia Cel·lular, a l'Acadèmia Nacional de Medicina (els Estats Units) o a la Royal Society de Londres (Regne Unit).